# Ludwig Nohl
Ludwig Nohl (Iserlohn, 15 dicembre 1831 – Heidelberg, 15 dicembre 1885) è stato un musicologo tedesco.

## Biografia
Dopo la laurea al Gymnasium di Duisburg, Nohl ha studiato giurisprudenza nelle università di Bonn, Heidelberg e Berlino, dove ha ricevuto lezioni di musica da Siegfried Dehn e Friedrich Kiel . Dal 1853 al 1856 fu referendario e intraprese viaggi in Francia e in Italia, e insegnò anche musica ad Heidelberg. Nel 1860 scrisse la sua tesi su Mozart e guadagnò il grado di privatdozent per "Storia ed estetica dell'arte musicale".
Nel 1864 si trasferì a Monaco e fece un'introduzione a Richard Wagner, le cui opere aveva lodato nei suoi scritti. Nel 1865 fu insignito dal re Ludovico II del titolo di Professore di Musica all'Università di Monaco per la sua raccolta di lettere di Mozart. La facoltà universitaria, tuttavia, non era incline a Nohl e non gli furono affidati compiti di insegnamento. In quell'anno scopre a Monaco, tramite la "maestra industriale" Babeth Bredl, l'autografo ormai perduto della Bagatelle Für Elise di Beethoven. Il lavoro fu pubblicato per la prima volta nel 1867 nel libro di Nohl "New Beethoven Letters" (Neue Briefe Beethovens).
Dal 1868 al 1872 visse a Badenweiler e alla fine tornò a Heidelberg. Nel 1875 era un Dozent al politecnico di Karlsruhe (predecessore dell'Istituto di tecnologia di Karlsruhe) e divenne professore ordinario nel 1880.
Fu uno degli scrittori di musica più letti del suo tempo. I suoi numerosi libri sono stati più volte ristampati. La sua principale eredità è come studioso di Beethoven e una parte dei suoi scritti è conservata presso l'archivio di stato di Iserlohn.